# Careca
Careca (pravo ime Antônio de Oliveira Filho), brazilski nogometaš, * 5. oktober 1960.
Za brazilsko reprezentanco je odigral 64 uradnih tekem in dosegel 30 golov.